# Psaenythia salpichroae
Psaenythia salpichroae är en biart som beskrevs av Holmberg 1921. Psaenythia salpichroae ingår i släktet Psaenythia och familjen grävbin. Inga underarter finns listade i Catalogue of Life.